# Emballonura alecto
Emballonura alecto é uma espécie de morcego da família Emballonuridae. Pode ser encontrada em Brunei, Indonésia, Malásia e Filipinas.